# بخش دلوار
بخش دلوار یکی از بخش‌های شهرستان تنگستان و بزرگترین بخش استان بوشهر در جنوب کشور ایران است.مرکز این بخش، شهر دلوار است.
نام پیشین این بخش، ساحلی بوده و در سال ۱۳۷۵ خورشیدی به دلوار تغییرنام پیدا کرد.

## تقسیمات کشوری
- بخش دلوار
  - دهستان دلوار
  - دهستان بوالخیر

شهر: دلوار

## جمعیت
بنابر سرشماری عمومی نفوس و مسکن در سال ۱۳۹۵، جمعیت بخش دلوار برابر با ۳۶٬۴۸۱ نفر بوده‌است.